# Neosatyrus minimus
Neosatyrus minimus är en fjärilsart som beskrevs av Butler 1881. Neosatyrus minimus ingår i släktet Neosatyrus och familjen praktfjärilar. Inga underarter finns listade i Catalogue of Life.